# Eucrosia eucrosioides
Eucrosia eucrosioides là một loài thực vật có hoa trong họ Amaryllidaceae. Loài này được (Herb.) Pax mô tả khoa học đầu tiên năm 1887.